# Le Haut Fourneau
Pour plus de détails, voir Fiche technique et Distribution.
Le Haut Fourneau est un film nord-coréen produit par Min Chongshik sorti durant la guerre de Corée en 1950.

## Fiche technique
- Titre original : The Blast Furnace
- Titre français : Le Haut Fourneau
- Réalisation : Min Chongshik
- Scénario : Kim Yonggun
- Production : Division of Film Productions of the Korean Workers' Party
- Pays d'origine : Corée du Nord
- Langue originale : Coréen
- Date de sortie : 1950